# Gare de Saint-Quentin
Gare de Saint-Quentin – stacja kolejowa w Saint-Quentin, w departamencie Aisne, w regionie Hauts-de-France, we Francji.
Została otwarta w 1850 roku przez Compagnie des chemins de fer du Nord. Jest stacją Société nationale des chemins de fer français (SNCF) obsługiwaną przez pociągi Intercités i TER Picardie.